# Variété (botanique)
Pour les articles homonymes, voir variété.
En botanique, en mycologie et dans toutes les disciplines qui font appel à la systématique, la variété (du latin varietas, « qui diverge ») est un rang taxonomique de niveau inférieur au rang d'espèce (« infraspécifique »).

## Définition taxonomique
Ce rang, intercalé entre celui de « sous-espèce » et celui de « forme » permet de circonscrire et de regrouper plus finement un ensemble d'individus (une population) différant légèrement des autres individus conspécifiques, par un ou plusieurs caractères considérés comme mineurs, c’est-à-dire ne justifiant pas la création d’une nouvelle espèce, car ils possèdent par ailleurs tous les caractères diagnostiques entrant dans la définition de cette espèce.
Il s'agit le plus souvent de différences morphologiques (anatomique), chimiques ou organoleptiques (couleur, odeur), écologique (habitat, substrat), caractères qui sont censés évoluer en dehors du courant génétique de la variété type.
Ces caractères divergents sont réputés homogènes et constants pour ce rang de taxon, mais leur « poids » taxonomique relatif est laissé à l’appréciation du systématicien. Ils reposent sur une information scientifique qui peut avoir été obtenue par différentes méthodes systématiques :
- traditionnelles, comme la taxonomie phénétique et la systématique évolutionniste (Simpson, Mayr) ;
- les systématiques numériques (Michener & Sokal) et phylogénétique (Hennig, 1950) ;
- des hybrides, tels que l’usage d’une double nomenclature (taxon + clade, M.S.Y. Lee, 2002) et la systématique dite « pragmatique » (M.C. Langer, 2001).

Chacune de ces systématiques a ses avantages et limites. Par exemple, si l’on définit les caractères variétaux comme déterminés par un génotype commun, ils doivent pouvoir être reproduits de génération en génération par les semences ou les spores, mais la grande majorité des espèces autrefois qualifiées de « cryptogames », champignons par exemple, échappent à ce mode de reproduction ou de culture, que ce soit dans la nature ou en laboratoire.

### Nomenclature
La variété est désignée par un trinôme : un nom générique (c'est-à-dire de genre) suivi d’une épithète spécifique puis d’une seule épithète infraspécifique. Les deux épithètes à la suite du nom de genre doivent être séparées par l’indication abrégée du rang varietas : var. ou v., par exemple Brassica oleracea var. botrytis (le chou-fleur).
La première fois qu’une espèce se voit attribuer une coupure au rang variétal, il y a réciproquement et automatiquement création (autonyme) d’un trinôme au rang de variété (désormais considérée comme la « variété type ») pour désigner l’espèce dont elle a été séparée.

### Variété, race et cultivar
Quand des individus, au sein d'une même espèce deviennent très différents pour des raisons génétiques (variants), on parle souvent de « variété végétale » ou de race animale.
La notion de variété ne doit toutefois pas être confondue avec celle de cultivar.
Le cultivar est une variété cultivée (même si elle a pu originellement avoir comme origine une variété sauvage). C'est un variant qui a été sélectionné et choisi, parfois depuis plusieurs millénaires, pour certaines de ses caractéristiques que l'on a voulu transmettre d’une génération à l’autre, par des méthodes telles que reproduction végétative (clonage), cultures de « lignées pures », autofécondation, etc.
En agriculture, le terme variété est fréquemment utilisé pour désigner un cultivar. Depuis 1961, une variété agricole ou potagère, pour être commercialisée en France doit être inscrite au catalogue officiel des espèces et variétés. Ce système a été étendu à toute l'Europe qui publie régulièrement de nouvelles éditions du catalogue commun des variétés des espèces agricoles, mis en ligne sur le site de la Commission européenne, qui est la somme des catalogues des États membres de l'Union européenne et de certains pays de l'Association européenne de libre-échange. Les Catalogues européens regroupent plus de 18 200 variétés d'espèces agricoles et plus de 16 200 variétés d'espèces potagères commercialisables dans l'ensemble de ces pays. 
En horticulture et moindrement en arboriculture, les termes variété et cultivar sont encore utilisés de manière interchangeable. Pour ces deux domaines de l'agriculture, la diversité génétique et le mode de reproduction de ce qui est appelé variété ou cultivar n'est cependant pas identique, car le mode de production des individus regroupés sous une même dénomination n'est pas le même. En horticulture, les individus sont généralement issus de graines, et présentent, entre eux, un très léger polymorphisme. En arboriculture, les individus sont produits par bouturage ou greffage, et donc une variété correspond à un clone, qui ne présente pas de polymorphisme.
Enfin, le terme « race » est encore parfois utilisé dans un sens proche de variété, mais il ne s’agit pas d’un rang officiel en botanique.

### Union pour la protection des obtentions végétales
La convention de l' Union pour la protection des obtentions végétales (UPOV) définit la variété comme : « un ensemble végétal d'un taxon botanique du rang le plus bas connu qui, qu'il réponde ou non pleinement aux conditions pour l'octroi d'un droit d'obtenteur, peut être :
- défini par l'expression des caractères résultant d'un certain génotype ou d'une certaine combinaison de génotypes ;
- distingué de tout autre ensemble végétal par l'expression d'au moins un desdits caractères ;
- considéré comme une entité eu égard à son aptitude à être reproduit conforme ».

Pour l'UPOV, une variété doit donc être caractérisée en différant notablement de toute autre variété, et demeurer inchangée au cours du processus de reproduction ou de multiplication.

## Autres rangs taxonomiques
Les rangs taxonomiques utilisés en systématique linnéenne pour indiquer la hiérarchie entre les taxons nommés dans la classification du monde vivant sont les suivants (par ordre décroissant) :
- Super-règne, Empire, Domaine (Superregnum, Imperium, Dominium)
- Règne (Regnum)
- Sous-règne (Subregnum)
- Rameau (Ramus, « branch » en anglais)
- Infra-règne (Infraregnum)
  - Super-embranchement, Super-division (Superphylum, Superdivisio)
  - Embranchement, Division (Phylum, Divisio)[5]
  - Sous-embranchement, Sous-division (Subphylum, Subdivisio)
  - Infra-embranchement (Infraphylum)
  - Micro-embranchement (Microphylum)
    - Super-classe (Superclassis)
    - Classe (Classis)
    - Sous-classe (Subclassis)
    - Infra-classe (Infraclassis)
      - Super-ordre (Superordo)
      - Ordre (Ordo)
      - Sous-ordre (Subordo)
      - Infra-ordre (Infraordo)
      - Micro-ordre (Microordo)
        - Super-famille (Superfamilia)
        - Famille (Familia)
        - Sous-famille (Subfamilia)
        - Super-tribu (Supertribus)
        - Tribu (Tribus)
        - Sous-tribu (Subtribus)
          - Genre (Genus)
          - Sous-genre (Subgenus)
          - Section (Sectio)
          - Sous-section (Subsectio)
            - Espèce (Species)
            - Sous-espèce (subspecies) – dernier rang zoologique officiel[6]
            - Variété (varietas) – race étant un rang zoologique informel[6]
            - Sous-variété (subvarietas) – sous-race étant un rang zoologique informel[6]
            - Forme (forma) dernier rang en mycologie – forme étant un rang zoologique informel
            - Sous-forme (subforma)